# Зоопарк города Спишска-Нова-Весь (Словакия)
Зоопарк города Спишска-Нова-Весь (словац. Zoologická záhrada v Spišskej Novej Vsi) — самый маленький и самый молодой зоопарк Словакии. Является членом Союза чешских и словацких зоопарков (UCSZOO) и Словацкой ассоциации зоопарков (SAZZ). Его территория составляет 8,5 га, в нём содержится около 70 видов животных с общим количеством 250 особей. На территории зоопарка имеется дендрарий, где произрастает 30 пород деревьев.

## Расположение
Территория зоопарка находится в юго-восточной части города Спишска-Нова-Весь, на Садовой улице, в непосредственной близости от жилого квартала Тарча. Зоопарк расположен в городском парке, по территории протекает речка Голубница. Из центра города до зоопарка можно добраться автобусом № 2.

## История
Зоопарк был основан в мае 1989 года. В октябре того же года зоопарк получил от Министерства культуры Словацкой Республики право на разведение охраняемых видов животных. С 1 января 2000 года является хозрасчётной организацией. 23 июля 2008 года вода речки Голубницы вышла из берегов, затопив часть зоопарка.